# The Basketball Diaries
The Basketball Diaries is een Amerikaanse film uit 1995 onder regie van Scott Kalvert. De film is gebaseerd op een boek van schrijver Jim Carroll.

## Verhaal
Jim (Leonardo DiCaprio) is een basketbalspeler op een katholieke school in New York. Hij is alleen veel bezig met illegale dingen, zoals stelen en drugsgebruik. Al snel wordt het leven van Jim een hel: hij wordt uit het team gegooid, wordt geschorst van school en wordt ook nog eens uit huis gegooid. Al snel beginnen de bedragen tijdens het stelen groter te worden en hij gaat over van pillen naar heroïne.

## Trivia
- River Phoenix (Stand By Me) werd oorspronkelijk gecast voor de rol van Jim Carroll. Nadat hij in oktober 1993 aan een overdosis drugs stierf, werd de rol aan Leonardo DiCaprio gegeven.
- DiCaprio en Wahlberg werkten later samen in de film The Departed.
- Lorraine Bracco and Michael Imperioli werkten al eerder samen in de film Goodfellas en verschenen later in de televisieserie The Sopranos.
- In de scène waar DiCaprio cocaïne snuift in het appartement van Winkie en Blinkie, snuift hij in het echt Ovaltine.

## Rolverdeling
| Acteur            | Personage   |
| ----------------- | ----------- |
| Leonardo DiCaprio | Jim Carroll |
| Lorraine Bracco   | Jims moeder |
| James Madio       | Pedro       |
| Mark Wahlberg     | Mickey      |
| Patrick McGaw     | Neutron     |
| Bruno Kirby       | Swifty      |
| Ernie Hudson      | Reggie      |
| Juliette Lewis    | Diane Moody |